# پرسلان

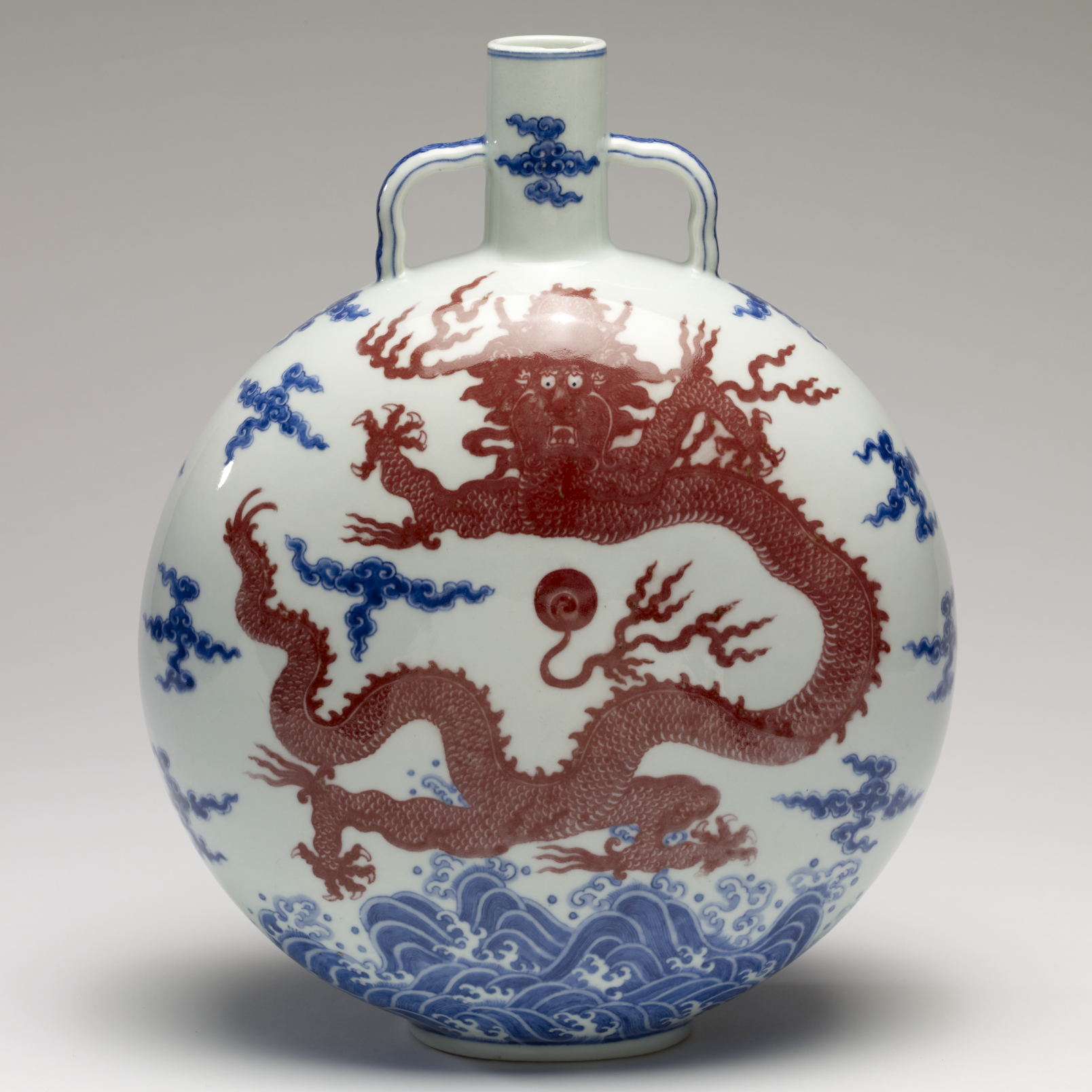
چینی ساخت چین مربوط به سال‌های بین ۱۷۳۶ تا ۱۷۹۶

پرسلان یا به طور عامیانه چینی طبق تعریف انجمن آزمون و مواد آمریکا به فراورده‌های سرامیکی شیشه‌ای و سفید اعم از لعابدار و بدون لعاب که برای مصارف فنی بکار می‌رود، گفته می‌شود.
معمولاً جذب اب قطعات پرسلانی نزدیک به صفر می‌باشد.

## تاریخ
ماده چینی سابقه طولانی‌تری نسبت به پرسلان دارد و اولین نمونه آن در طول سلسله تانگ بین سال‌های ۶۱۱ تا ۹۰۷ قبل از میلاد ساخته شد. اما پرسلان ساخته‌ای مدرن‌تر بوده و در طول سلسله یوان بین سال‌های ۱۲۷۹ تا ۱۳۶۸ ساخته شد. چینی‌ها در ابتدا ماده چینی را از کائولن (خاک رس چینی) و پگماتیت، نوعی گرانیت دانه درشت، می‌ساختند و آن ر به کشورهای اروپایی صادر می‌کنند. اروپایی‌ها که خود سفالگران ماهری بودند بارها تلاش کردند که چینی را بازسازی کنند و آن را از انحصار کشور چین خارج کنند اما نمی‌توانستند به این هنر دست یابند. به دلیل زیبایی خاص و همچنین قیمت بالای چینی، در سال ۱۷۰۷ دو دانشمند آلمانی به نام‌های Ehrenfried Walter von Tschimhaus و Johann Friedrich Bottger موفق شدند که با ترکیب خاک رس با فلدسپات زمینی به ترکیبی همانند چینی دست یابند که کیفیت بسیار خوبی داشت و درعین‌حال وزن کمتری از چینی داشت.
در سالیان بعد، انگلیسی‌ها با استفاده از خاکستر از استخوان‌های گاو به خاک رس، فلدسپات و کوارتز به یک ترکیب جدید دست یافتند که از چینی بسیار محکم‌تر بود و به چینی استخوانی معروف شد. اگرچه این نوع پرسلان در دمای کمتری نسبت به پرسلان واقعی تولید می‌شد، اما خاکستر استخوان باعث می‌شد که ساختار آن به صورت شفاف باقی بماند. امروزه انواع مختلفی از پرسلان در سرتاسر دنیا تولید می‌شود که پرسلان استخوانی به دلیل شفافیت خاص خود محبوبیت بالایی دارد و بیشترین استفاده را در کشورهای ایالات متحده و بریتانیا دارد.

## انواع

### خمیر سخت

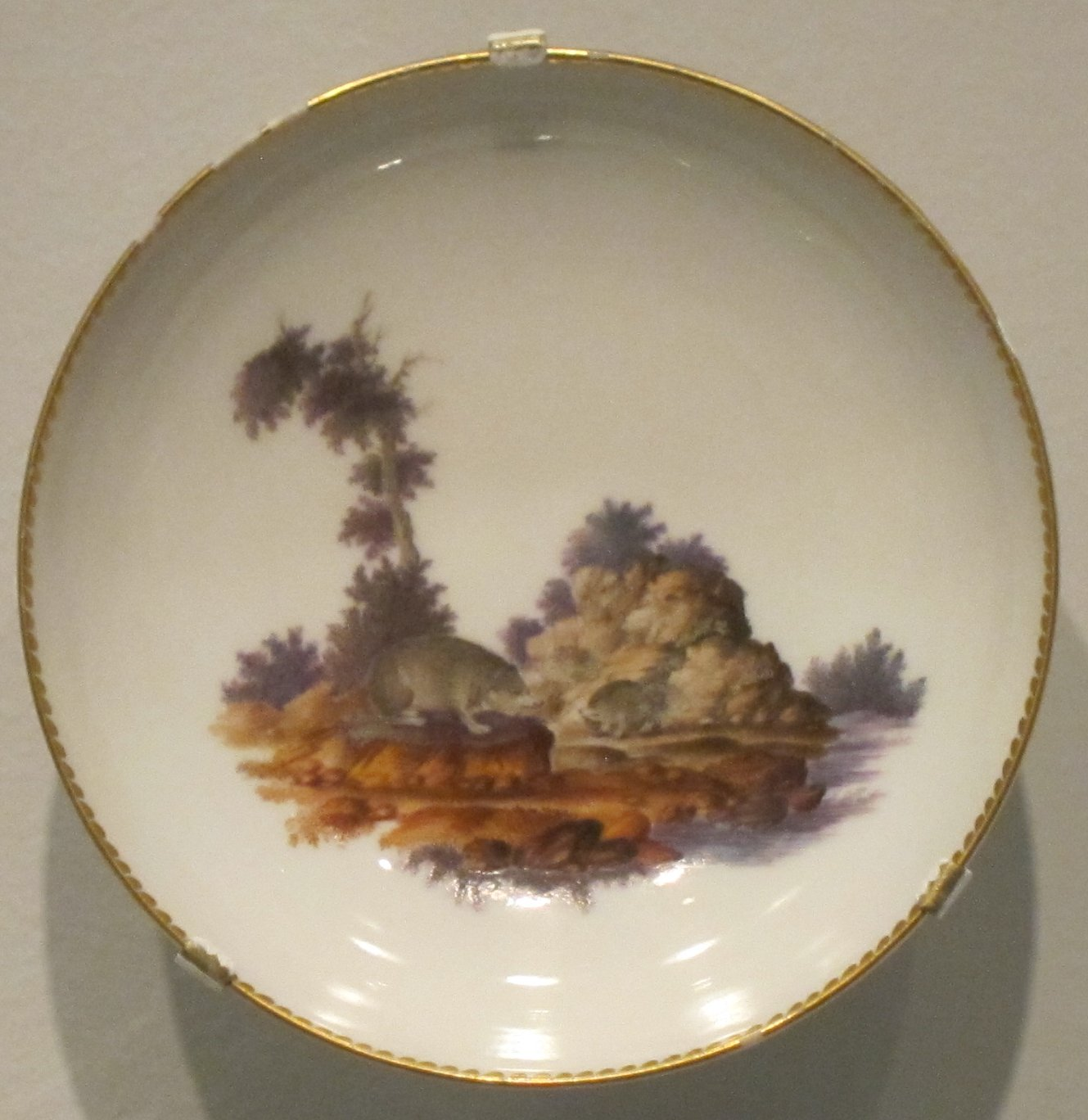
پرسلان ساخته شده با خمیر سخت مربوط به سال ۱۷۶۵

این دسته از پرسلان در چین ابداع شد، اما انواع ژاپنی این پرسلان نیز موجود است. برترین نمونه‌های پرسلان از این دسته هستند. اولین پرسلان‌های اروپایی در اوایل قرن ۱۸ در کارخانه میسن تولید شد، این پرسلان‌ها از خمیری متشکل از کائولن و آلاباستر تشکیل شده و در دمای ۱۴۰۰ درجه سانتیگراد (۲۵۵۲ درجه فارنهایت) در کوره هیزمی پخته شده و چینی با سختی، شفافیت و استحکام زیاد تولید می‌کنند. بعدها، ترکیب خمیر سخت کارخانه مایسن تغییر کرد و آلاباستر با فلدسپات و کوارتز جایگزین شد و اجازه داد که قطعات در دماهای پایین‌تر پخته شوند. کائولینیت، فلدسپات و کوارتز (یا دیگر اشکال سیلیس) همچنان مواد اولیه را برای اکثر پرسلان‌های خمیر سخت اروپایی را تشکیل می‌دهند.

### خمیر نرم

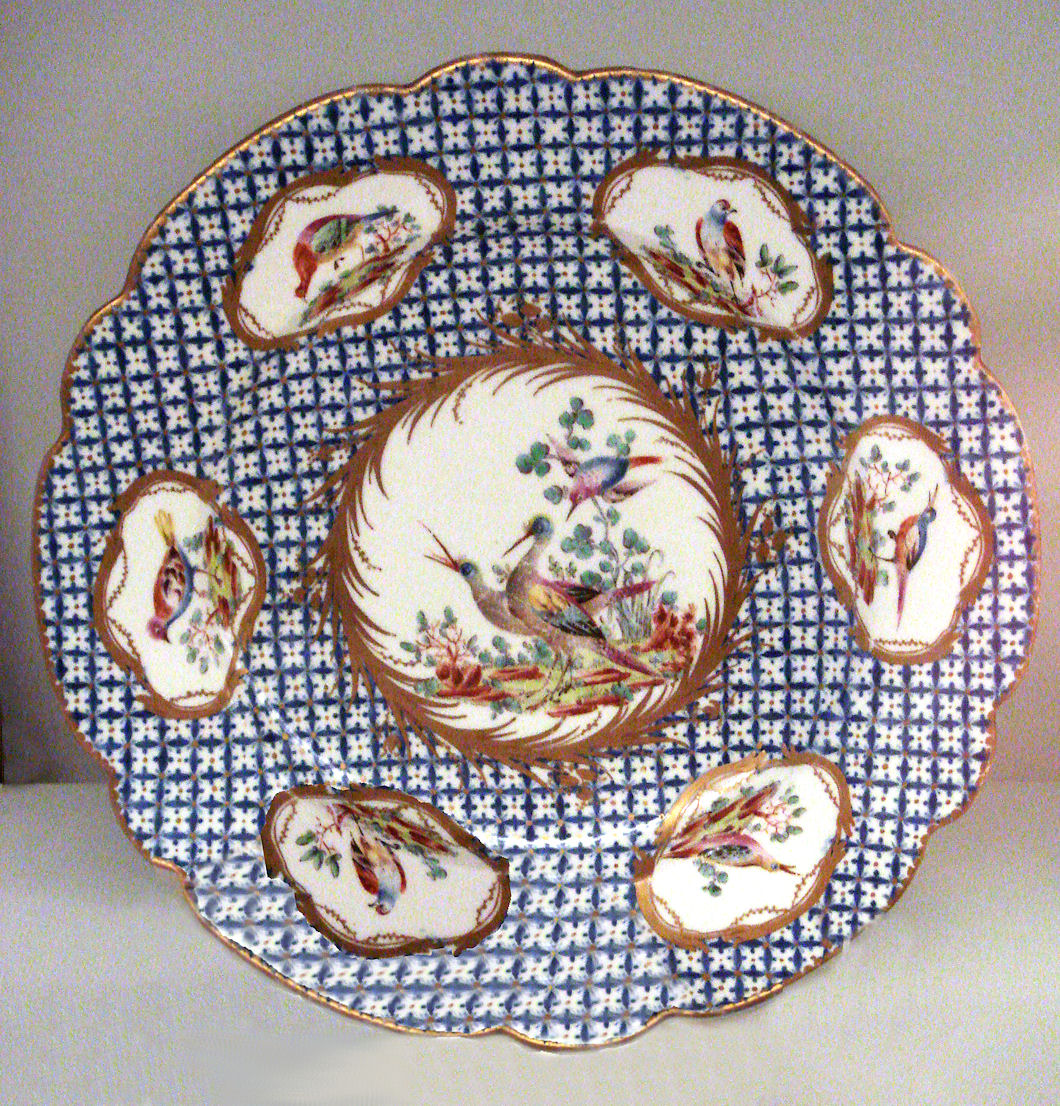
پرسلان فرانسوی ساخته شده با خمیر نرم مربوط به سال‌های ۱۷۵۳ تا ۱۷۶۰

قدمت پرسلان‌های خمیر نرم به تلاش‌های اولیه سفالگران اروپایی برای شبیه‌سازی پرسلان‌های ساخت چین با استفاده از مخلوط‌های خاک رس و فریت برمی‌گردد. این ترکیبات دارای سنگ صابون و آهک بودند. این ظروف هنوز ظروف پرسلان واقعی نبودند زیرا با پختن خاک رس کائولن در دماهای بالا، نه سخت و نه شیشه ای می‌شدند. از آنجایی که این فرمولاسیون‌های اولیه از تغییر شکل پیروپلاستیک بالا، یا افتادن در کوره در دمای بالا رنج می‌بردند و تولید آنها غیراقتصادی بود و همچنین این ظروق دارای کیفیت پایین بودند. فرمولاسیون‌های بعدی بر اساس کائولن با کوارتز، فلدسپات، نفلین سینیت یا سایر سنگ‌های فلدسپاتی توسعه یافت. اینها از نظر فنی برتر هستند و همچنان تولید می‌شوند. پرسلن‌های خمیر نرم در دمای پایین‌تری نسبت به پرسلن‌های سخت پخته می‌شوند، بنابراین این ظروف معمولاً سختی کمتری نسبت به پرسلان‌های خمیر سخت دارند.

### چینی استخوانی

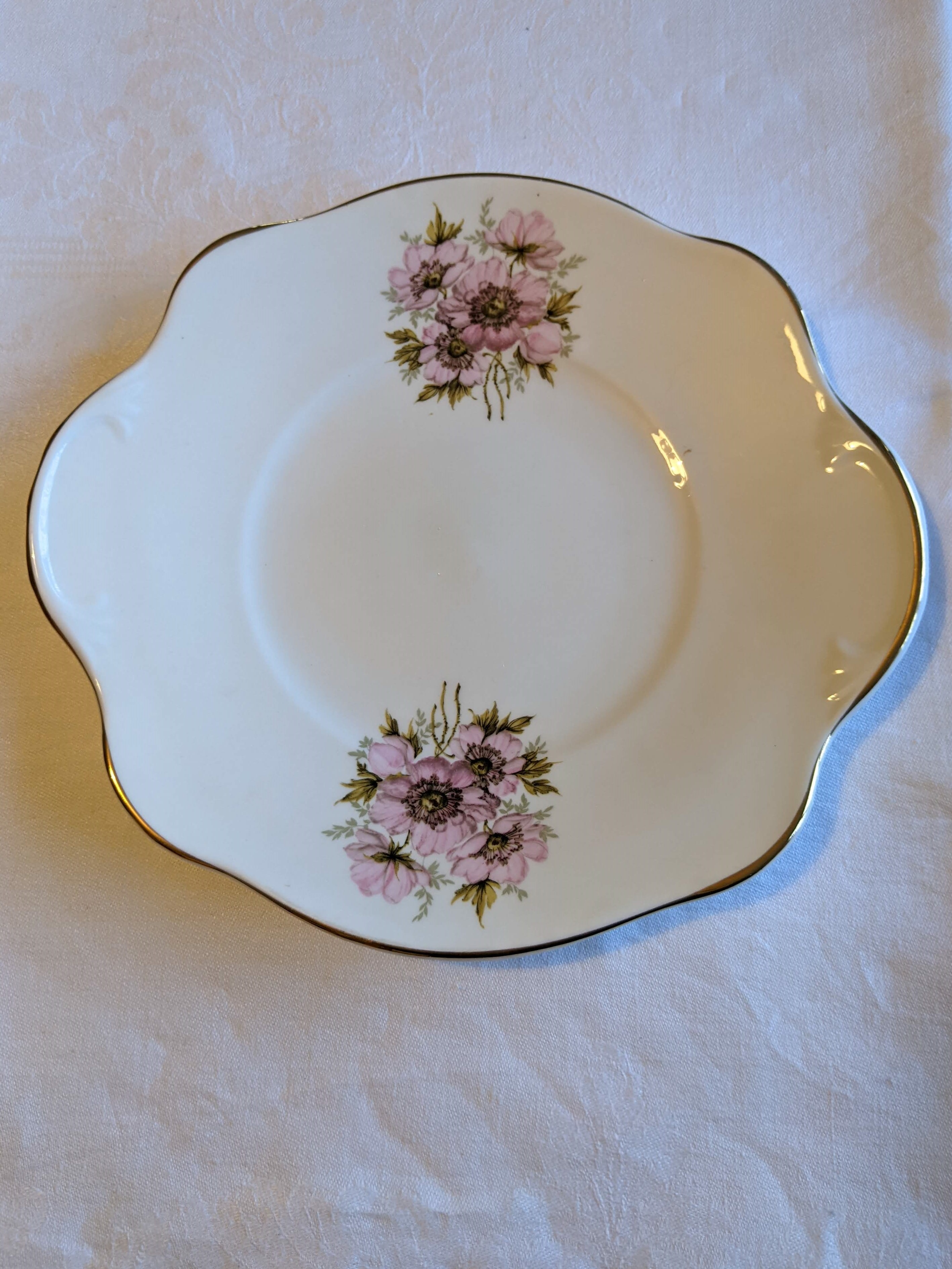
نمونه ای از ظروف چینی استخوانی

اگرچه ابتدا این نوع پرسلان در انگلستان در سال 1748 برای رقابت با چینی‌های وارداتی توسعه یافت، چینی استخوانی اکنون در سراسر جهان از جمله چین ساخته می‌شود. انگلیسی‌ها نامه‌های مبلغ فرانسوی فرانسوا خاویر دونتروکل را خوانده بودند که اسرار ساخت پرسلان‌های ساخت چین را به تفصیل شرح می‌داد. یک نویسنده حدس می‌زند که سوء تفاهم از متن احتمالاً می‌تواند عامل اولین تلاش‌ها برای استفاده از خاکستر استخوانی به عنوان یک ماده تشکیل دهنده پرسلان انگلیسی باشد، اگرچه این مورد توسط محققان و مورخان مدرن پشتیبانی نمی‌شود. به‌طور سنتی، چینی استخوانی انگلیسی از دو قسمت خاکستر استخوان، یک قسمت از کائولن و یک قسمت سنگ چین ساخته می‌شد، اگرچه دومی با فلدسپات‌هایی از منابع غیر بریتانیایی جایگزین شده‌است.

## مواد سازنده
کائولن ماده اولیه ای است که پرسلان از آن ساخته می‌شود، اگرچه کانی‌های رسی ممکن است تنها بخش کوچکی از کل را تشکیل دهند. کلمه خمیر یک اصطلاح قدیمی برای مواد پخته شده یا پخته نشده‌است. اصطلاح رایج تر برای مواد پخته نشده «بدن» است. به عنوان مثال، یک سفالگر هنگام خرید مواد ممکن است مقداری بدنه پرسلان را از یک فروشنده سفارش دهد.
ترکیبات پرسلان بسیار متغیر است، اما کانی رسی کائولینیت اغلب یکی از مواد موجود است. سایر مواد خام می‌تواند شامل فلدسپات، گل رس، شیشه، خاکستر استخوان، استئاتیت، کوارتز، پتونتس و آلاباستر باشد.
خاک رس‌های مورد استفاده بسته به شکل‌پذیری آنها اغلب با انواعین بلند یا کوتاه توصیف می‌شوند. خاک رس‌های بلند منسجم و دارای انعطاف‌پذیری بالایی هستند. رس‌های کوتاه چسبندگی کمتری دارند و انعطاف‌پذیری کمتری دارند. در مکانیک خاک، پلاستیسیته با اندازه‌گیری افزایش محتوای آب مورد نیاز برای تغییر یک خاک رس از حالت جامد در مرز پلاستیک، به حالت پلاستیکی در مرز مایع، تعیین می‌شود، اگرچه این اصطلاح به‌طور عامیانه‌تر برای توصیف سهولت کار با رس استفاده می‌شود.
رس‌های مورد استفاده برای پرسلان عموماً از انعطاف‌پذیری کمتری نسبت به بسیاری از خاک‌های سفالی دیگر برخوردار هستند. آنها خیلی سریع خیس می‌شوند، به این معنی که تغییرات کوچک در محتوای آب می‌تواند تغییرات زیادی در کارایی ایجاد کند؛ بنابراین، محدوده محتوای آبی که در آن می‌توان با این رس‌ها کار کرد بسیار باریک است و در نتیجه باید به دقت کنترل شود.

## تولید

### شکل دهی
پرسلان را می‌توان با استفاده از تمام تکنیک‌های شکل دهی برای سفال تولید کرد. به‌طور سنتی پرسلان معمولاً روی چرخ سفالگری ساخته می‌شد، اگرچه از همان ابتدا از قالب‌ها نیز استفاده می‌شد. ریخته‌گری لغزشی رایج‌ترین روش تجاری در زمان‌های اخیر بوده‌است.

### لعاب کاری
پرسلان بیسکویتی چینی بدون لعاب است که به عنوان یک محصول نهایی در نظر گرفته می‌شود، این نوع پرسلان بیشتر برای مجسمه‌سازی استفاده می‌شود. پرسلان بر خلاف نمونه‌های با سوخت پایین‌تر خود، نیازی به لعاب ندارند تا در برابر مایعات نفوذ ناپذیر باشند و بیشتر آنها برای اهداف تزئینی و مقاوم‌سازی در برابر کثیفی و لکه‌گیری لعاب می‌شوند. بسیاری از انواع لعاب، مانند لعاب حاوی آهن مورد استفاده در Longquan celadon، به‌طور خاص برای اثرات تزئینی آنها بر روی چینی استفاده می‌شوند.

### تزئین
ظروف چینی اغلب با استفاده از رنگدانه‌هایی که شامل اکسید کبالت و مس یا لعاب بیش از حد هستند، تزئینات زیر لعاب را دریافت می‌کند که طیف وسیع تری از رنگ‌ها را امکان‌پذیر می‌کند. مانند بسیاری از اجناس قبلی، پرسلان‌های مدرن اغلب با بیسکویت در حدود ۱۰۰۰ درجه سانتیگراد (۱۸۳۰ درجه فارنهایت) پخته می‌شوند، با لعاب پوشانده می‌شوند و سپس برای لعاب دوم در دمای حدود ۱۳۰۰ درجه سانتیگراد (۲۳۷۰ درجه فارنهایت) یا بیشتر فرستاده می‌شوند. . یکی دیگر از روش‌های اولیه یک بار گرمادهی است، که در آن لعاب به بدن پخته نشده اعمال می‌شود و این دو با هم در یک عملیات واحد گرمادهی می‌شوند.

### گرمادهی
در این فرایند، ظروف سرامیکی سبز (گرمادهی نشده) تا دمای بالا در یک کوره گرم می‌شوند تا شکل خود را دائمی کنند، بدنه و لعاب را به صورت شیشه درمی‌آورند(vitrify). پرسلان در دمای بالاتری نسبت به ظروف سفالی پخته می‌شوند تا بدن شیشه و متخلخل شود. بسیاری از انواع ظروف چینی در گذشته دو یا حتی سه بار پخته می‌شدند تا امکان تزیین با استفاده از رنگدانه‌های کمتر مقاوم در پرسلان‌های دارای لعاب بیش از حد وجود داشته باشد.